# 해석학의 역사
해석학(Hermeneitics)이란 해석의 이론과 방법에관한 학문이다. 서구 해석의 전통은 아리스토텔레스의 작품에서 시작되어 현대시대까지 지속되고 있다.